# Burgruine Löwenstein (Hessen)
Die frühere Burg Löwenstein beim Ortsteil Oberurff-Schiffelborn der Gemeinde Bad Zwesten in Nordhessen existiert heute als teilweise rekonstruierte Ruine einer Höhenburg auf 341,2 m ü. NHN aus dem Anfang des 13. Jahrhunderts, die seit dem 17. Jahrhundert verfallen ist.

## Bau und Form
Die 1253 erstmals urkundlich bezeugte Burg wurde 1236 durch Werner II. von Bischoffshausen fertiggestellt, der sie als Lehen der Landgrafen von Thüringen hielt, um 1250 von Heinrich III. von Meißen, den neuen wettinischen Landgrafen von Thüringen, zum Landrichter in Niederhessen ernannt wurde, und danach zusammen mit Konrad von Elben einer der wichtigsten Unterstützer der Herzogin Sophie von Brabant in deren Kampf um die Landgrafschaft Hessen für ihren Sohn Heinrich war. Werner war mit Gertrud von Itter, einer Tochter von Heinrich von Itter, genannt Pampis, verheiratet. Ihr zu Ehren nannte er die Burg „Löwenstein“, da Gertrud den itterschen Löwen in ihrem Wappen trug. Ihre Nachfahren benannten sich nach der Burg.

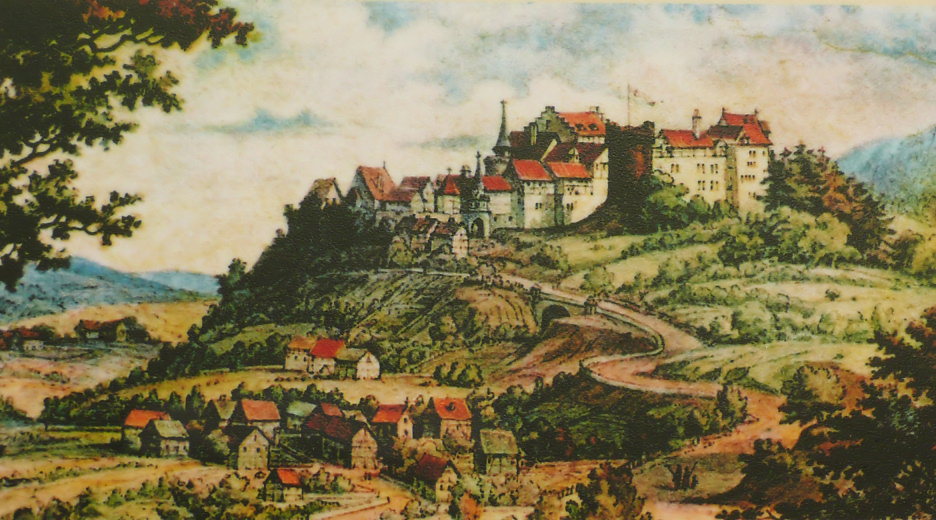
Burg mit den Häusern von Schiffelborn, darunter das Dorf Oberurff um 1632

In ihrer endgültigen Form im 14. Jahrhundert bestand die Anlage aus einer weitläufigen Vorburg und der etwas höher gelegenen Hauptburg mit fünf Herrenhäusern, einer um 1300 erstmals erwähnten Kapelle und einem 26 m hohen Bergfried. Der Hocheingang zum Bergfried war in 7 m Höhe über eine Zugbrücke von einem benachbarten, heute nicht mehr vorhandenen Wohnhaus aus möglich. Im Zugangsbereich befand sich die Wächterstube. Im darunter liegenden Turmbereich befand sich ein fensterloses Verlies. Über der Wächterstube schlossen sich nach oben zwei Wohnetagen in rechteckiger Bauweise an. In der Vorburg befanden sich Schmiede, Back- und Brauhaus sowie Stallungen und andere Wirtschaftsgebäude. Eine 450 m lange und stark befestigte Ringmauer umschloss die Gesamtanlage. Um die gesamte Burg zogen sich ein Wassergraben und davor ein weiterer Schutzwall aus Erde. Brauchwasser wurde mit Lasttieren über den sogenannten Eselspfad von der nahen Urff zur Burg gebracht.
Am Fuße der Burg lag die Ansiedlung Schiffelborn.

## Geschichte

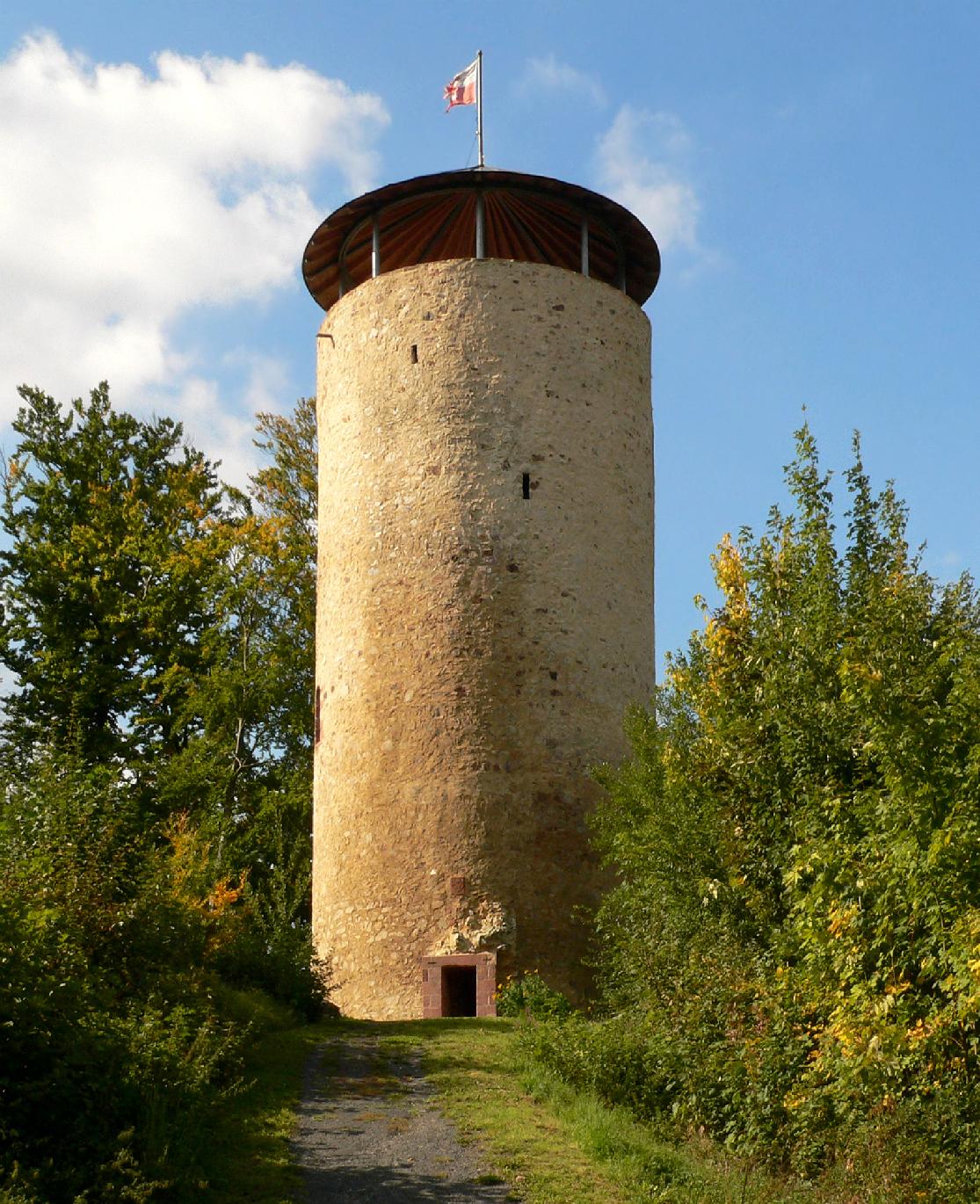
Bergfried

Wendelgang im Inneren des Bergfrieds

Die Gründerfamilie wurde 1160 erstmals urkundlich erwähnt, als sie noch in „Biscopehusen“ (dem heutigen Bischhausen) lebte. Sie zog dann auf den strategisch günstigen Ortberg, oberhalb des Löwensteiner Grundes, durch den die alte Handelsstraße von Kassel nach Frankfurt verlief. Während des thüringisch-hessischen Erbfolgekriegs, der 1247 begann, gelang es Wernher II. von Bischofhausen, durch frühe Parteinahme für Herzogin Sophie von Brabant und ihren minderjährigen Sohn Heinrich erheblichen Einfluss in Nordhessen zu gewinnen, denn Sophie ernannte ihn zum zeitweiligen Statthalter der Region. Das machte es notwendig, den Familiensitz auf dem Ortberg standesgemäß auszubauen.
Mit den Söhnen von Wernher und Gertrud teilte sich die Familie in drei Linien. Heinrich nannte sich nach seiner Heirat mit Giesela von Schweinsberg „von Löwenstein-Schweinsberg“, Werner nach seiner Heirat mit Guda von Westerburg, „von Löwenstein-Westerburg“, und Hermann nach seiner Heirat mit Hedwig von Romrod „von Löwenstein-Romrod“. Bruno, der vierte Sohn, wurde Kanoniker im Fritzlarer Stift St. Petri. Die drei Linien blieben jedoch als Ganerben gemeinsam im Besitz der Burg, bewohnten sie bis weit ins 14. Jahrhundert gemeinsam, und bauten sie weitläufig aus. Die Linie Löwenstein-Westerburg starb 1492 aus, die Linie Löwenstein-Schweinsberg 1660.
In den Auseinandersetzungen dieser Zeit zwischen dem Erzbistum Mainz und den hessischen Landgrafen taktierten die Löwensteiner sehr flexibel. Sie öffneten ihre Burg zu verschiedenen Zeiten jeder der beiden Parteien sowie auch den Grafen von Waldeck und standen sich dadurch mit allen Seiten gut. Die Burg war trotz der hervorragenden Verteidigungsfähigkeit eher eine Verwaltungsburg. Auf ihr wurden Verträge geschlossen und Erlasse sowie Gesetze beschlossen.
Die Lage der Burg eignete sich vorzüglich zur Überwachung der Handelsstraße von Kassel nach Frankfurt, der Salzstraße. Die Lage nutzten spätere Burgherren zu Wegelagerei und Raubrittertum. So ist beispielsweise 1439 Johann von Löwenstein mit seinen Raubzügen bezeugt. Dies war ein deutlicher Abstieg gegenüber der Vorfahrengeneration des Burgerbauers Wernher. Allerdings mag es sein, dass Raubritter Johann sich zu seinen Untaten getrieben sah, da die Löwensteiner im mainzisch-hessischen Krieg in der entscheidenden Schlacht bei der nahen Kalbsburg 1427 auf der unterlegenen Mainzer Seite gestanden hatten, er damit seine legitimen Einnahmequellen weitgehend verloren hatte und sich anderweitig versorgen musste.

## Niedergang
Mit dem Aufkommen von Feuerwaffen verlor die Burg ihren strategischen Wert. Gegen Ende des 16. Jahrhunderts zogen die Burgherren auf ihre Güter in der Umgebung, und die Burg begann zu verfallen. Schon 1579 waren die Mauern teilweise eingefallen. Hieronymus von Löwenstein erneuerte die Ringmauer in den Jahren 1596–1600 noch einmal, aber schon 1602 war die Burg bereits teilweise eine Ruine. Nach weiterer Zerstörung 1635 durch kaiserliche Truppen im Dreißigjährigen Krieg wurde sie nur noch als Steinbruch für den Gebäudebau in den umliegenden Dörfern genutzt. Die Burgbewohner siedelten sich auf umliegenden Gutsbetrieben an. 1710 wurde der letzte Gottesdienst in der Burgkapelle gehalten, das am Fuß der Burg liegende Dorf Schiffelborn hatte zu dieser Zeit etwa 20 Haushalte.

## Heutiger Zustand

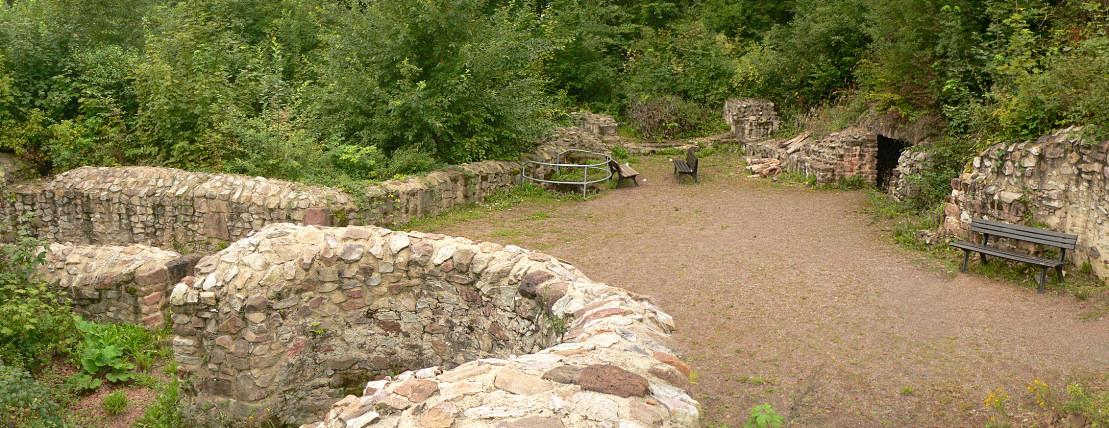
Innenhof der Burg mit Mauerresten

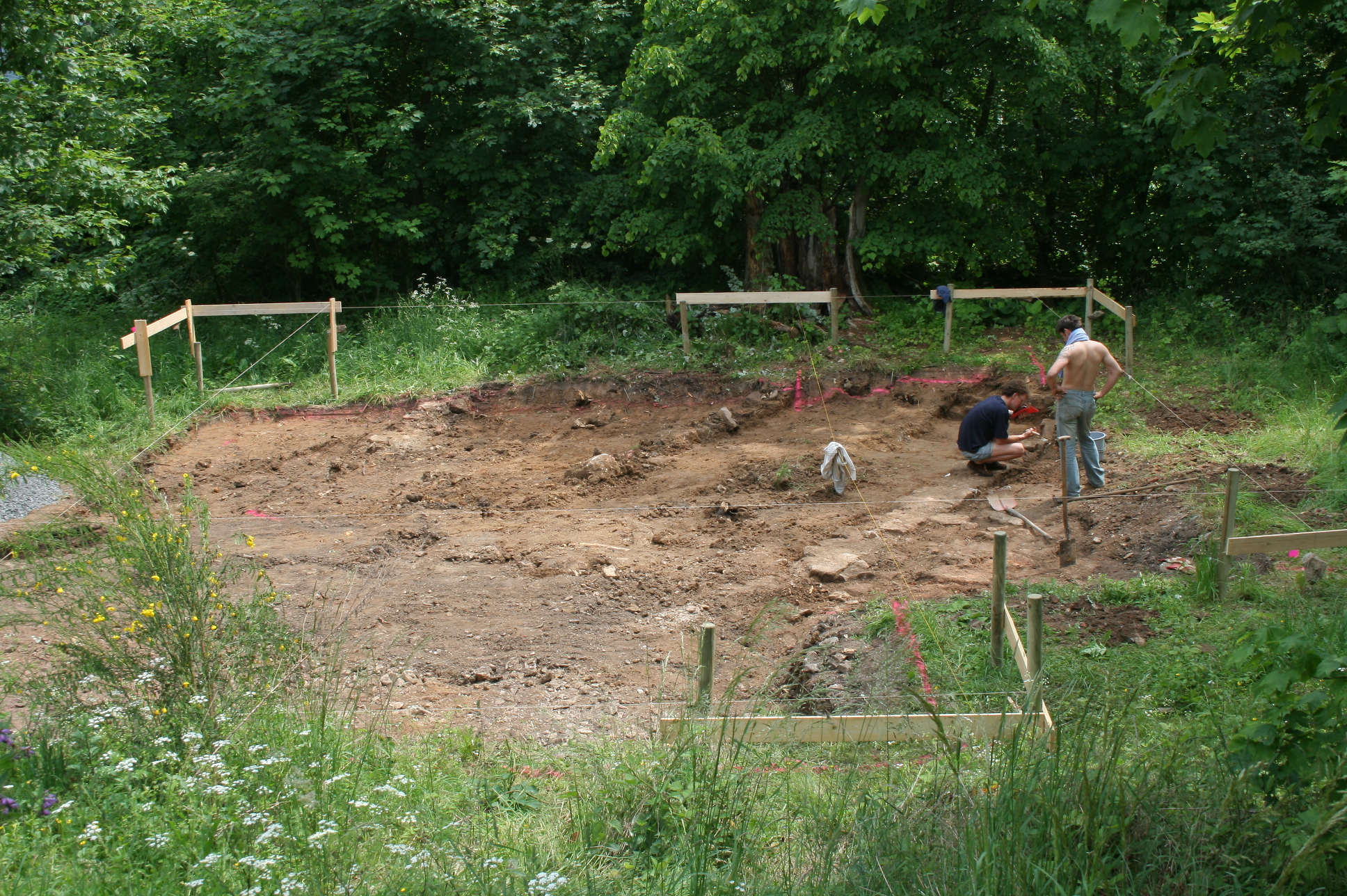
Ausgrabungen, 2007

Der Bergfried blieb weitgehend erhalten und wurde in den 1930er Jahren und noch einmal im Jahre 2002 saniert und ist seitdem als Aussichtsturm der Öffentlichkeit zugänglich. Er bietet einen sehenswerten Ausblick über den Löwensteiner Grund, die Schwalmpforte und in die Nationalpark-Region Kellerwald-Edersee. Die Gebäude und Umfassungsmauer sind teilweise noch als etwa einen Meter hohe Mauern erhalten. Der Wallgraben umschließt noch heute fast die gesamte Anlage. Ausgrabungsarbeiten erfolgen je nach dem Vorhandensein von finanziellen Mitteln.